# Cesar Haelterman
Cesar Haelterman (Kalken, 30 december 1891 -  Brussel, 21 juni 1938) was schepen van Aalst, provincieraadslid voor Oost-Vlaanderen, gemeenteraadslid en vakbondsleider. Hij was vakbondssecretaris van Bouw en Hout.

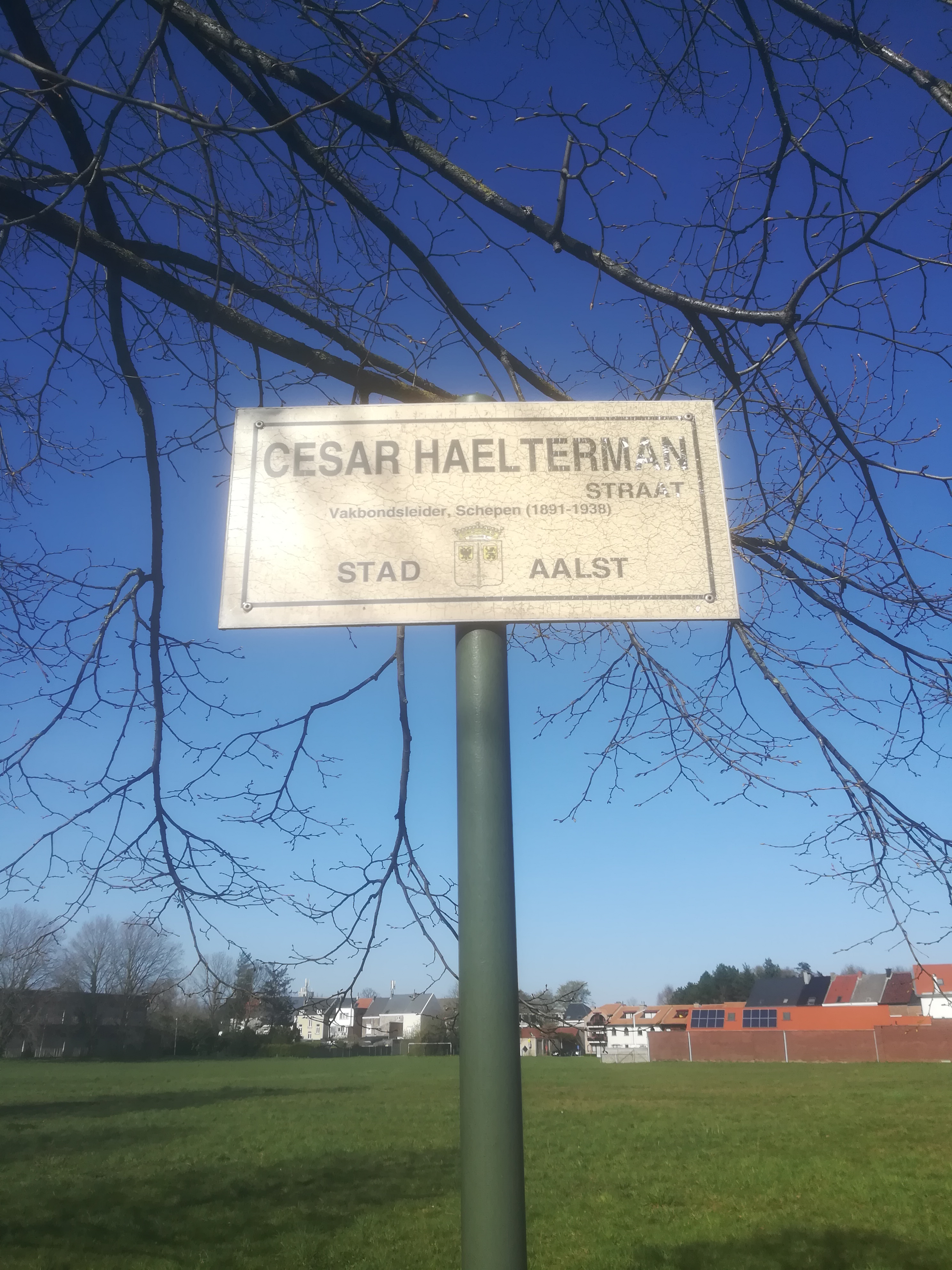
Cesar Haeltermanstraat.

## Biografie
Cesar Haelterman werd geboren als zoon van Pieter Remi Haelterman (bediende) en Maria Cordula Van den Bossche. Nog tijdens zijn jeugd verhuisde het gezin naar Etterbeek bij Brussel.
Op 17 mei 1911 huwde Haelterman in Aalst met Amandina Meert. Hij vestigde zich in Aalst als schrijnwerker. Naast zijn beroep was hij actief als vakbondsleider.
In 1926 zetelde hij in de gemeenteraad voor de socialisten.
Samen met burgemeester Alfred Nichels was hij een grote voorstander voor de bouw van een nieuw zwembad in Aalst.
Hij werd begraven op 25 juni 1938 in Aalst.

## Eerbetoon
- Naar hem werd de Cesar Haeltermanstraat in Aalst vernoemd.
- De nabijgelegen sporthal van de school TechniGO! wordt ook wel Sportzaal Cesar Haelterman genoemd[2].